# IPFS
IPFS (от англ. InterPlanetary File System — межпланетная файловая система) — контентно-адресуемый, одноранговый гипермедийный протокол связи. Узлы IPFS-сети формируют распределённую файловую систему. IPFS является проектом с открытым исходным кодом, разработанным Protocol Labs при содействии open-source сообщества. Первоначально он был разработан Хуаном Бенетом (Juan Benet).

## Описание
IPFS представляет собой одноранговую распределённую файловую систему, которая соединяет все вычислительные устройства единой системой файлов. В некотором смысле IPFS схожа со всемирной паутиной.
IPFS можно представить как единый BitTorrent-рой, обменивающийся файлами единого Git-репозитория. Иными словами, IPFS обеспечивает контентно-адресуемую модель блочного хранилища с контентно-адресуемыми гиперссылками и высокую пропускную способность.
Это формирует обобщённый древовидный направленный граф.
IPFS сочетает в себе распределённую хеш-таблицу, децентрализованный обмен блоками, а также самосертифицирующееся пространство имён. При этом IPFS не имеет точек отказа, и узлы не обязаны доверять друг другу.
Доступ к файловой системе может быть получен различными способами:
- через FUSE
- поверх HTTP.

Локальный файл может быть добавлен в файловую систему IPFS, что делает его доступным всему миру. Файлы идентифицируются по своим мультихешам, что упрощает кэширование.
Они распространяются через протокол, основанный на протоколе BitTorrent. Пользователи, просматривающие контент, помогают в доставке контента для других пользователей сети.
IPFS имеет сервис имён под названием IPNS, глобальное пространство имён на основе открытых ключей, совместимое с другими пространствами имён и имеющее возможность интегрировать DNS, .onion, .bit и другие в IPNS.

## История разработки
На апрель 2016 года IPFS находится на уровне альфа-версии. Основная реализация выполнена на языке Go, частично реализована версия на JavaScript, начата разработка версии на Python и Rust.

## Распространение
- С 8 сентября 2015 все сайты хостинга Neocities[англ.] доступны через IPFS[10].
- OpenBazaar использует IPFS.
- Z-Library интегрировали IPFS.
- С ноября 2019 IPFS используется для достижения консенсуса в создании блокчейна криптовалюты taucoin.
- С 2021 года технологию IPFS поддерживает браузер Opera и Brave.
- С февраля 2023 года появилась поддержка загрузки и поддержки файлов в сети IPFS у хостинга Spaceweb.